# Dolyna
Dolyna (Oekraïens: Долина; Pools: Dolina) is een stad en gemeente in de Oekraïense oblast Ivano-Frankivsk met 20.129 inwoners.

## Geschiedenis
De geschiedenis van de plaats gaat terug tot de 10e eeuw, zodat het een van de oudste plaatsen in de regio is. In de 14e eeuw werd Dolyna bekend om zijn zoutmijn. In 1349 kwam de stad onder heerschappij van het Koninkrijk Polen (1385-1569) en daarna het Pools-Litouwse Gemenebest, wat duurde tot 1772, de Eerste Poolse Deling. In 1525 kreeg de plaats stadsrechten onder Maagdenburgs recht.
In 1772 kwam de stad onder Oostenrijks bestuur en verloor in 1791 zijn rechten. In de 19e eeuw kwam er aansluiting op het spoorwegnet toen de lijn van Stryi naar Stanislaviv door Dolyna werd geleid. Tegen het eind van de 19e eeuw werd de stad bijna geheel verwoest door grote branden. De eerste tien jaar van de 20e eeuw werden besteed aan de wederopbouw. Na het einde van Oostenrijk-Hongarije in 1918 streden de herboren Poolse en Oekraïense staat in de Pools-Oekraïense Oorlog om de controle over Dolyna, wat door Polen werd gewonnen. In de Tweede Poolse Republiek hoorde de stad met bijna 10.000 inwoners bij het Woiwodschap Stanisławów. In naburige dorpen kwamen Duitse landverhuizers te wonen.
Tijdens de Tweede Wereldoorlog werd de stad eerst bezet door de Sovjet-Unie (september 1939 - juni 1941) en daarna door de Duitsers. Na de oorlog kwam de stad in de Oekraïense SSR te liggen.
In de jaren 1950 werden voorraden aardolie ontdekt, in 1958 leverden die 65% van de olie in de SSR. In de jaren 1960 leverde het olieveld van Dolyna de grootste hoeveelheid olie van de hele Sovjet-Unie.
Sinds 1991 ligt Dolyna in onafhankelijk Oekraïne. Er wordt nog steeds aardolie gewonnen.

## Belangrijke personen
- Myroslav Ivan Ljoebatsjivsky, bisschop van Philadelphia, aartsbisschop van Lviv en hoofd van de Oekraïense Grieks-katholieke Kerk, kardinaal van de Rooms-Katholieke kerk.
- Rudolf Regner, Poolse verzetsheld uit WO-II
- Antoni Kępiński - Pools psychiater en filosoof
- Ivan Levynskyi - architect
- Władysław Ogrodziński - schrijver en journalist

## Gallery

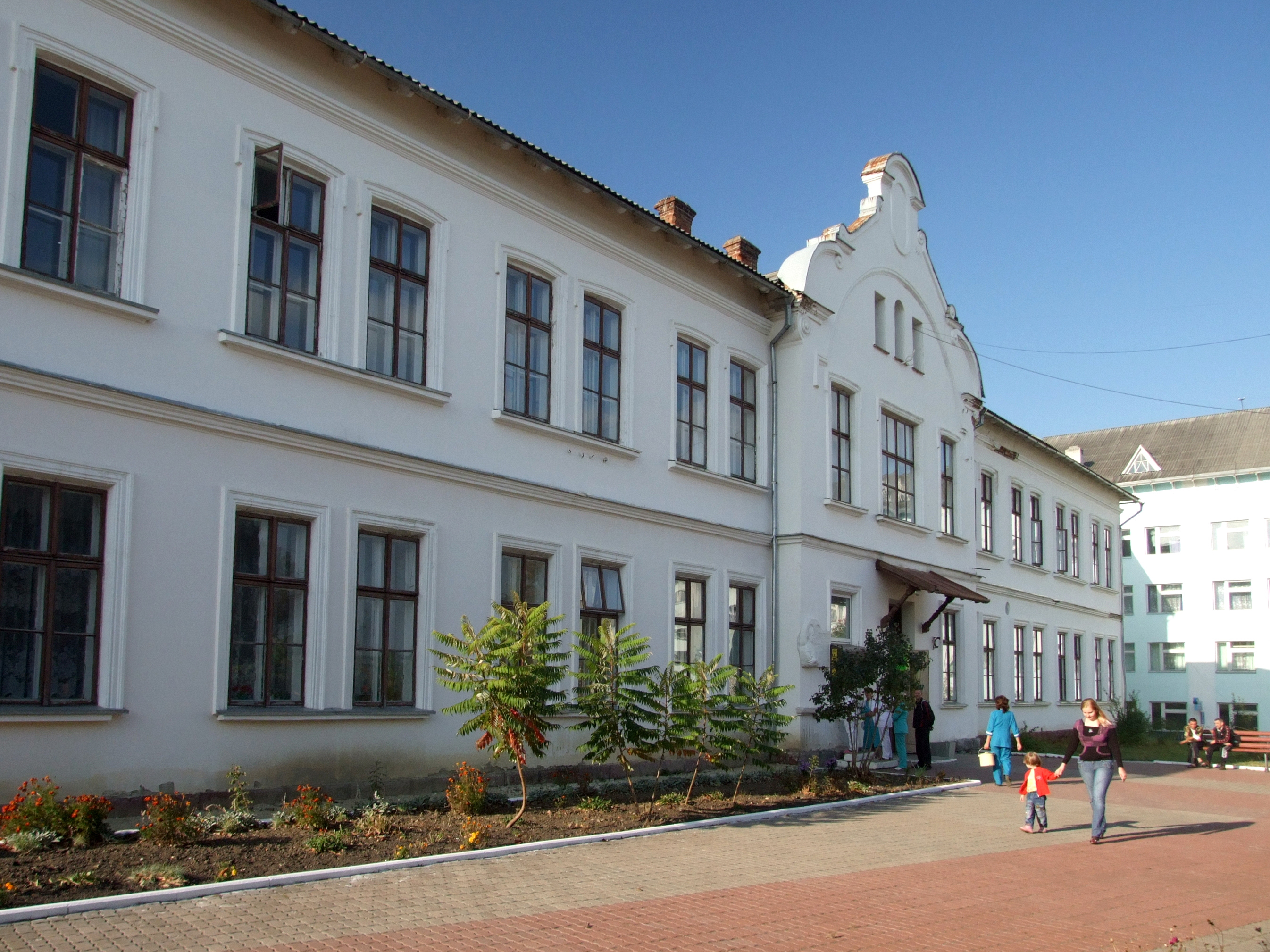
Ziekenhuis
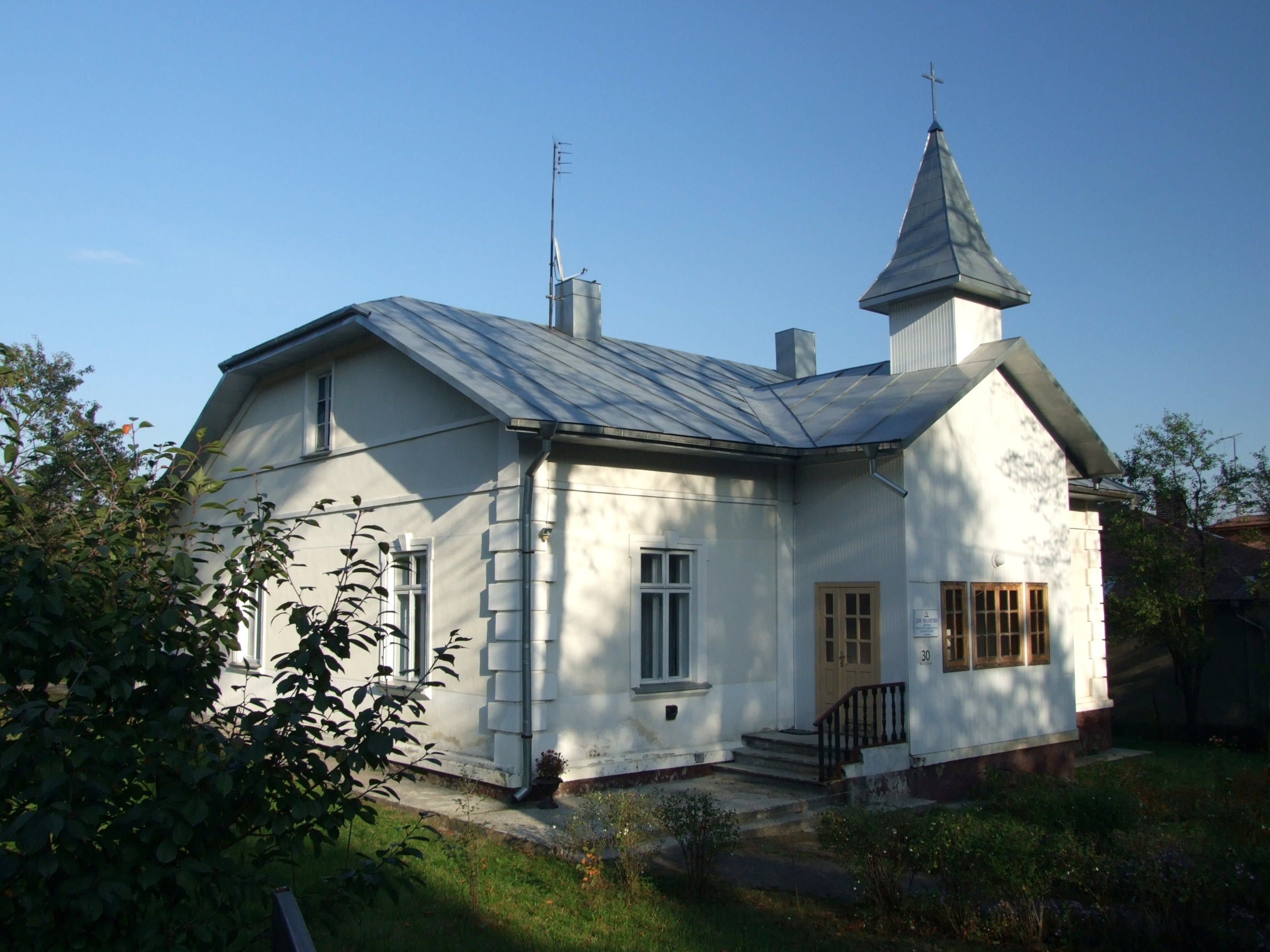
Kerk uit begin 20e eeuw
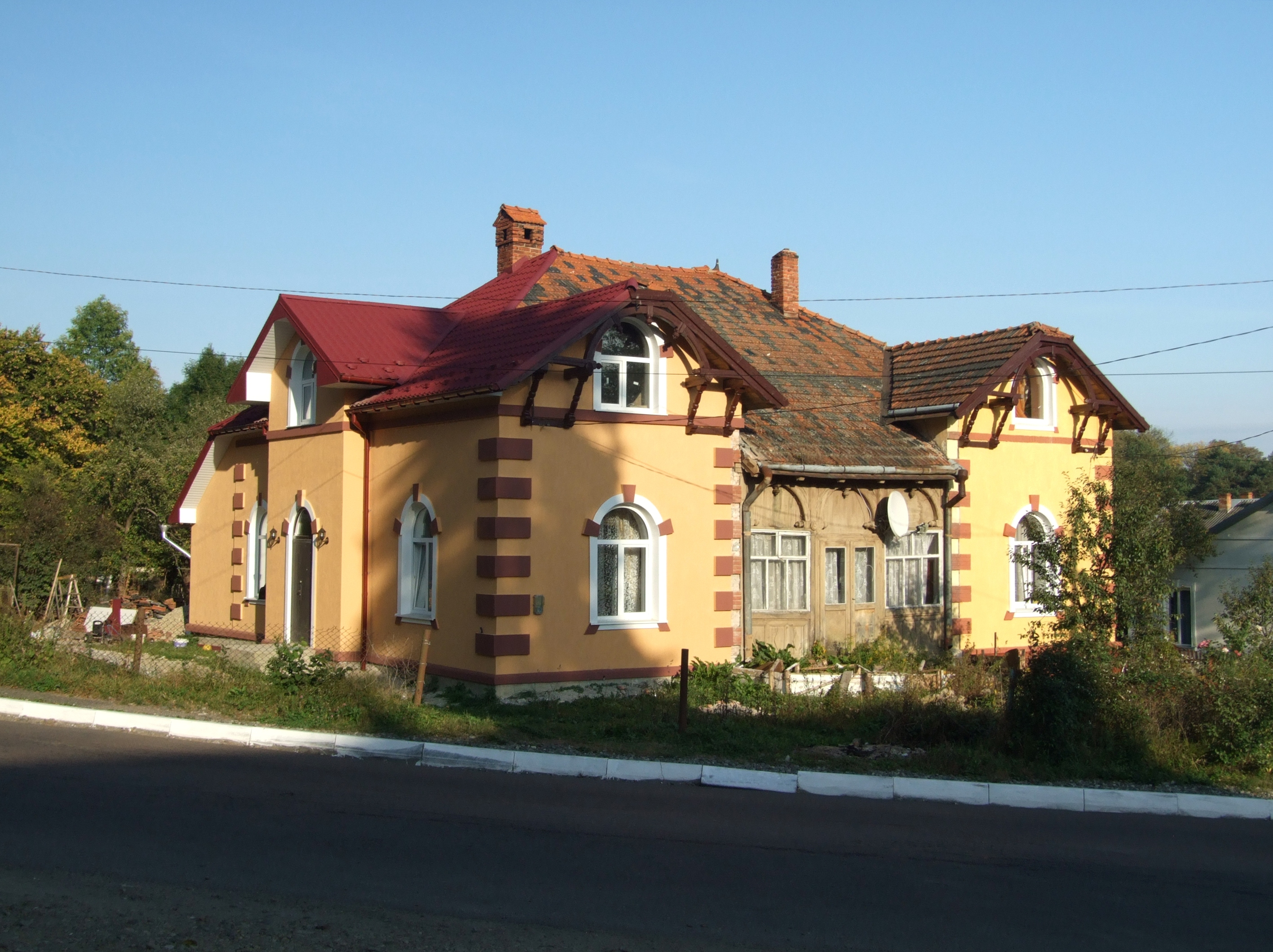
Historisch gebouw
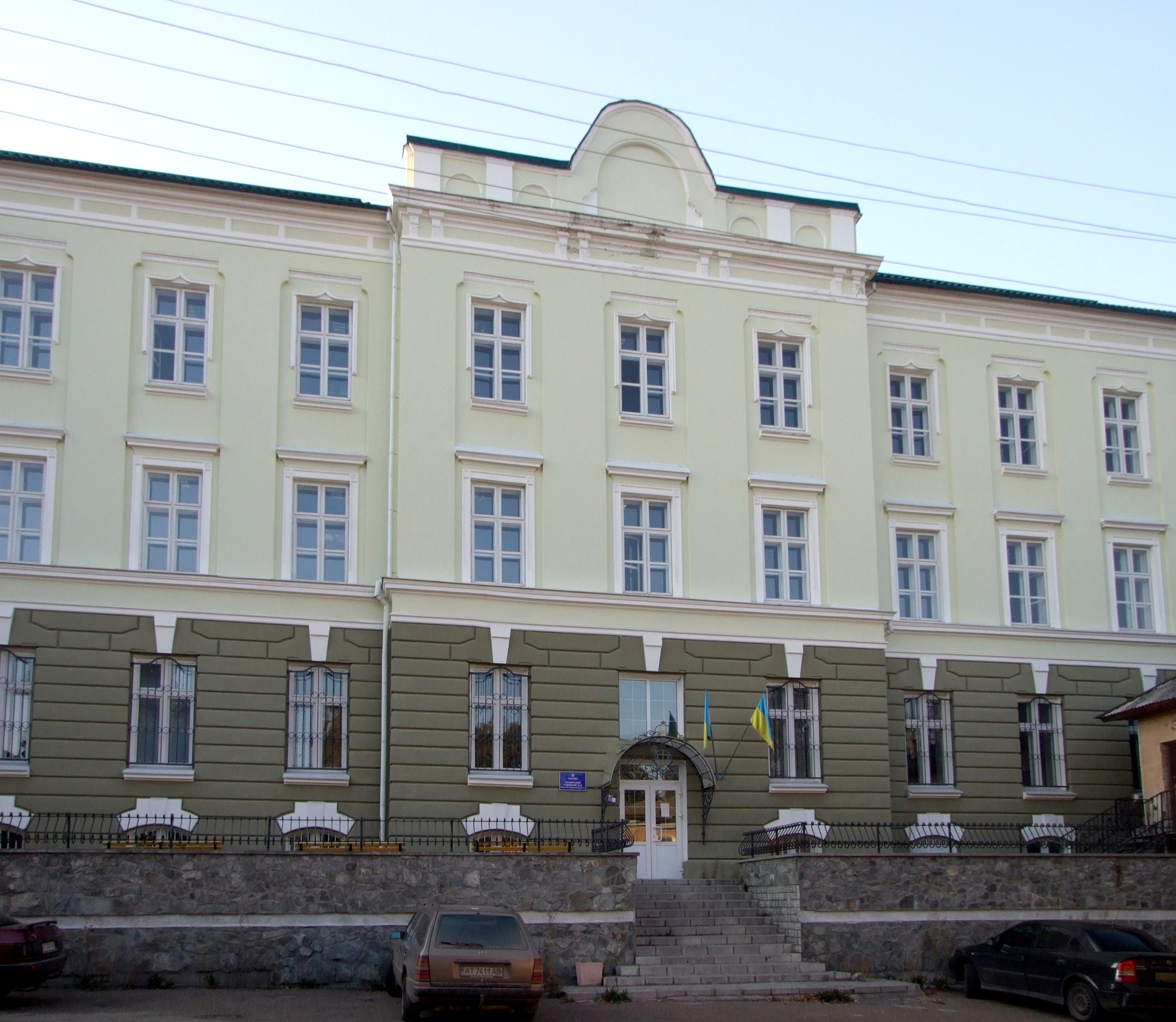
Districts gerechtsgebouw
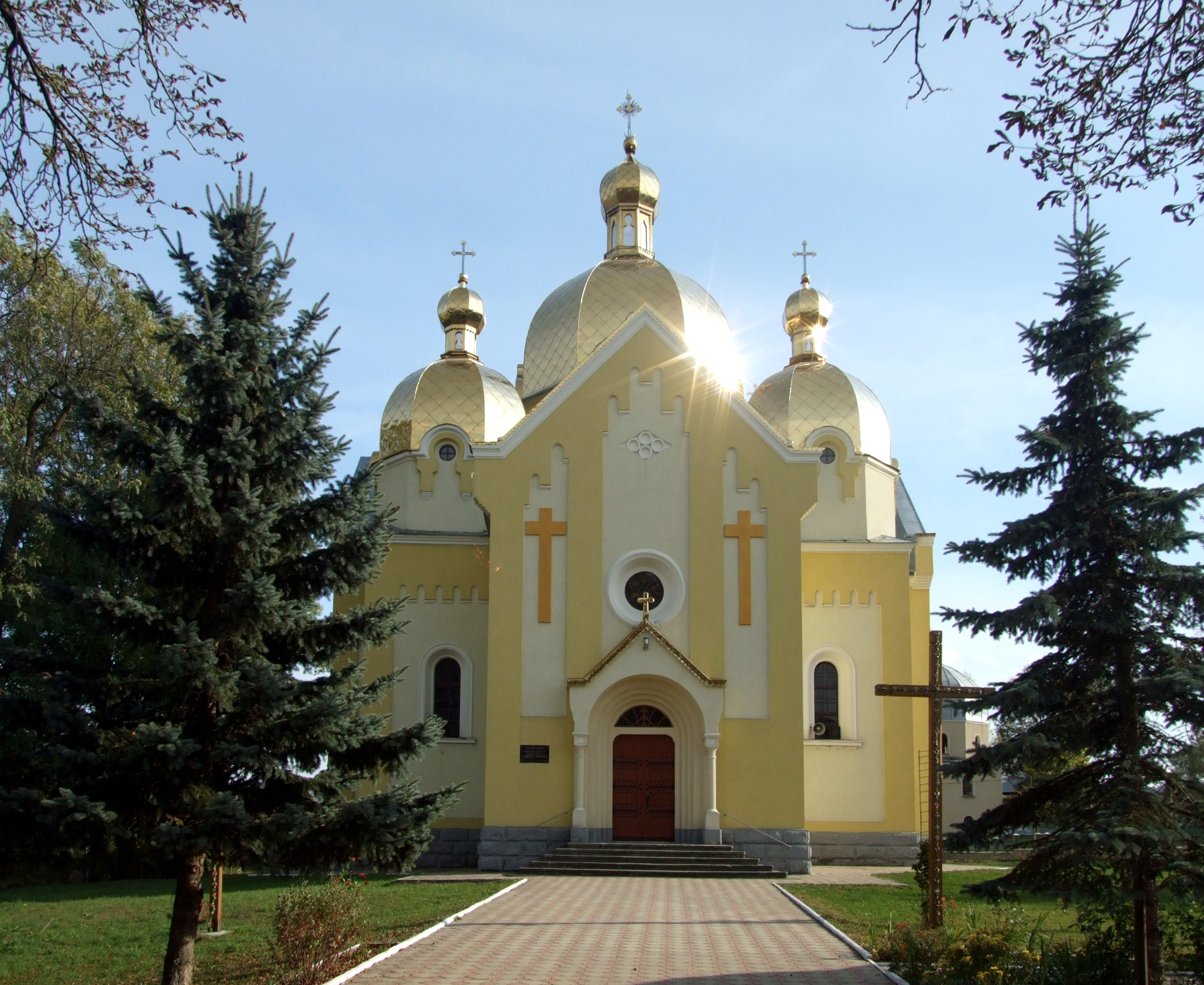
Grieks-Katholieke kerk
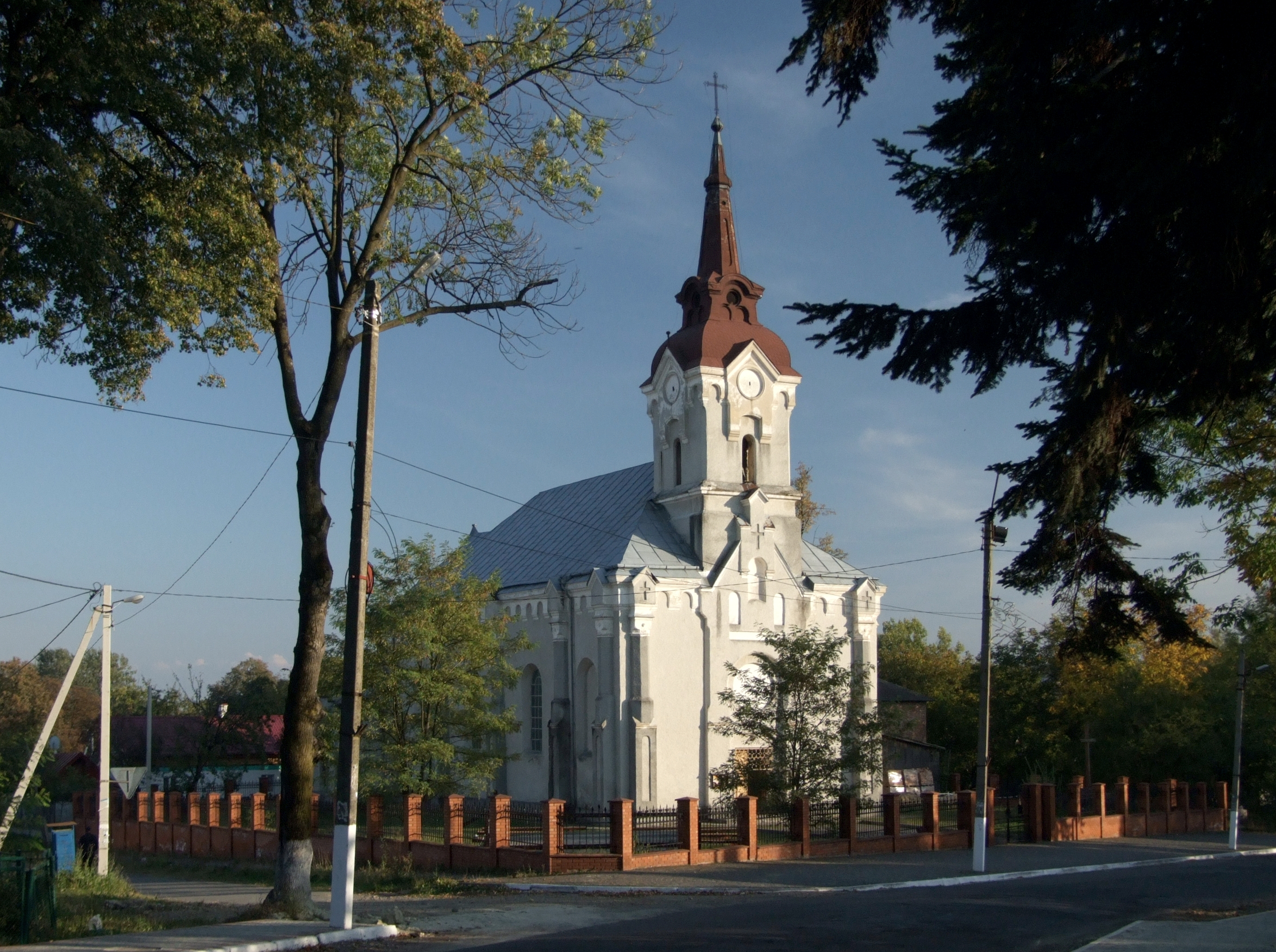
Rooms-Katholieke kerk
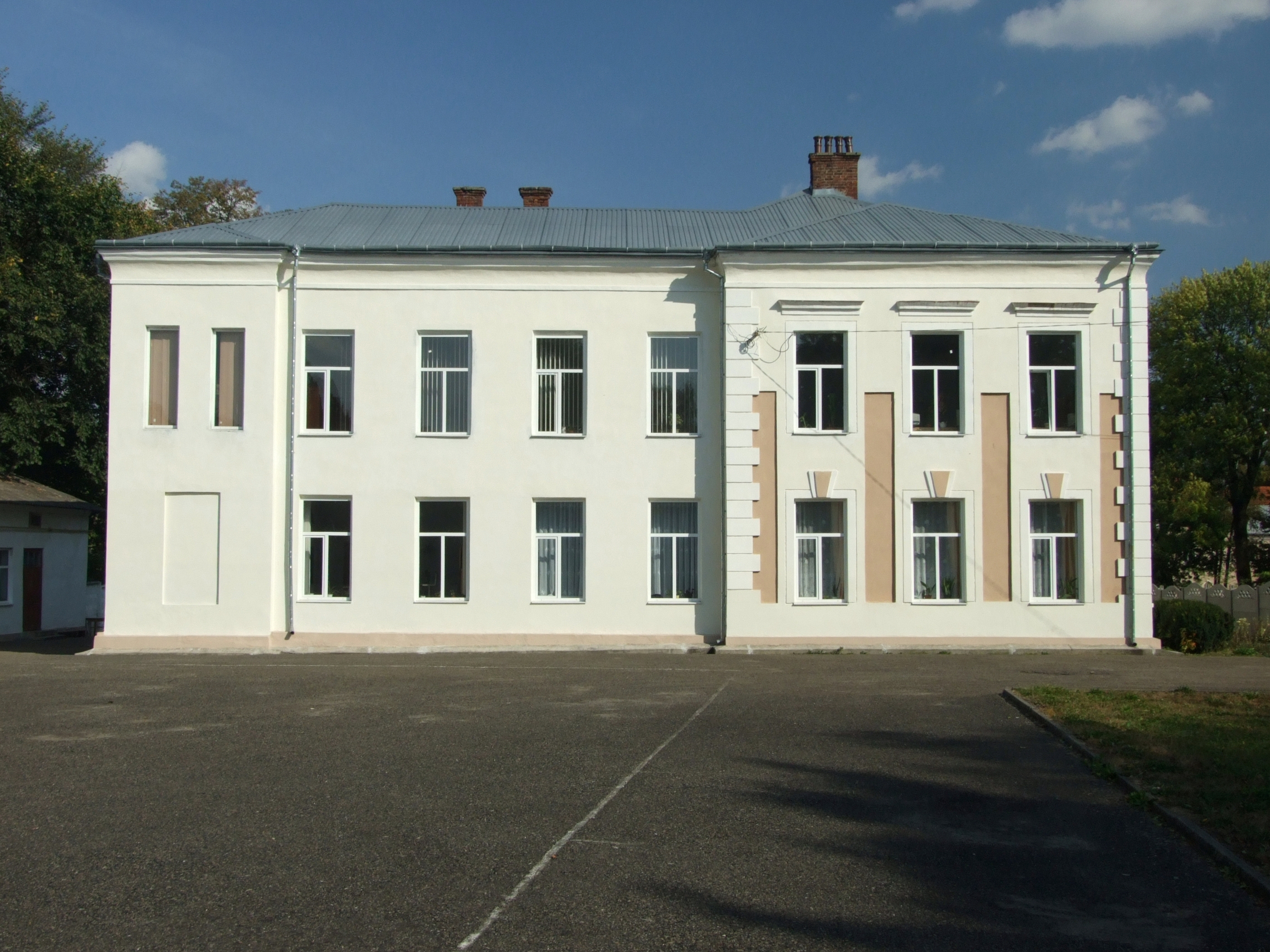
Gymnasium
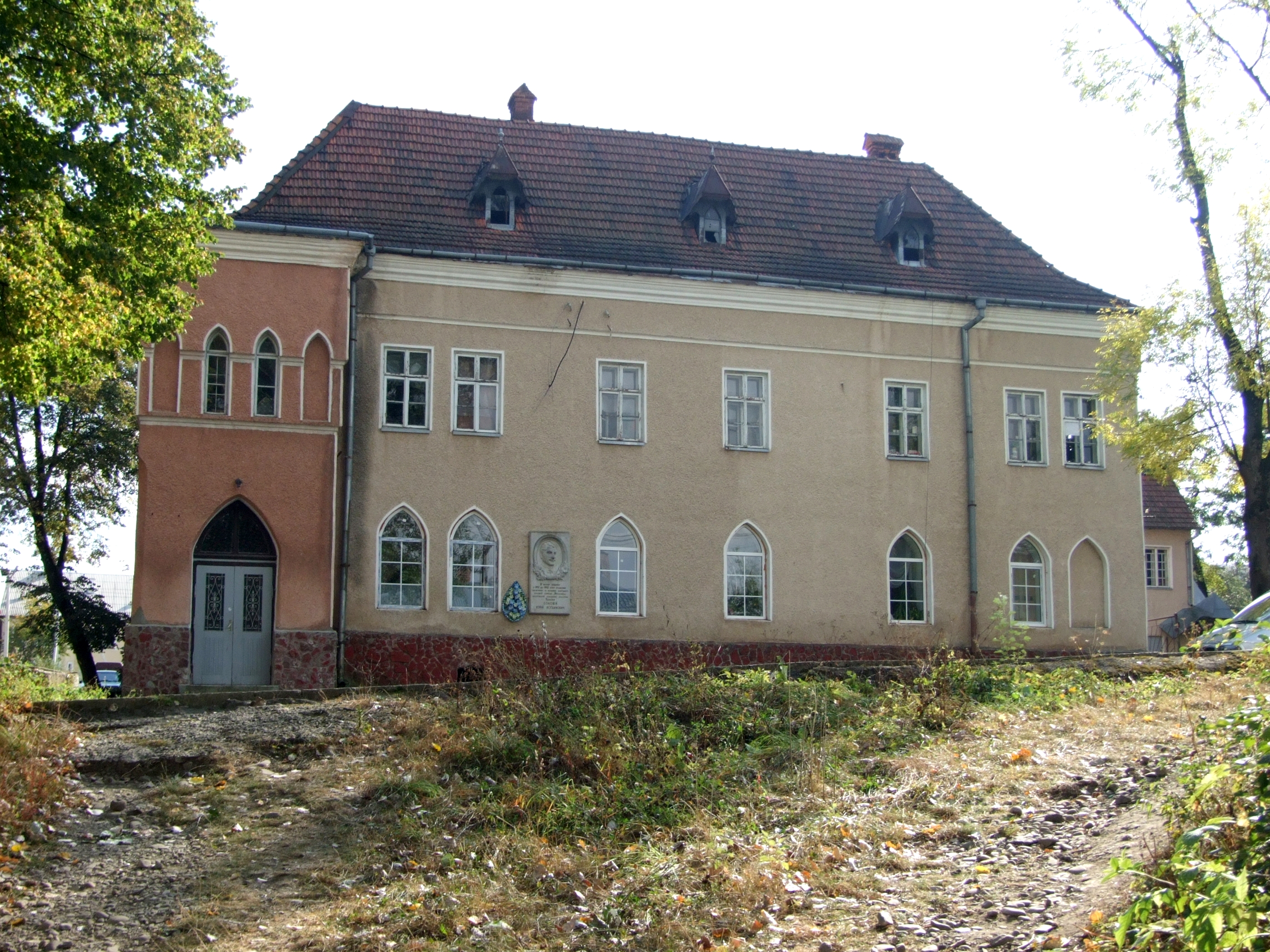
"Sokil" gemeenschapsgebouw
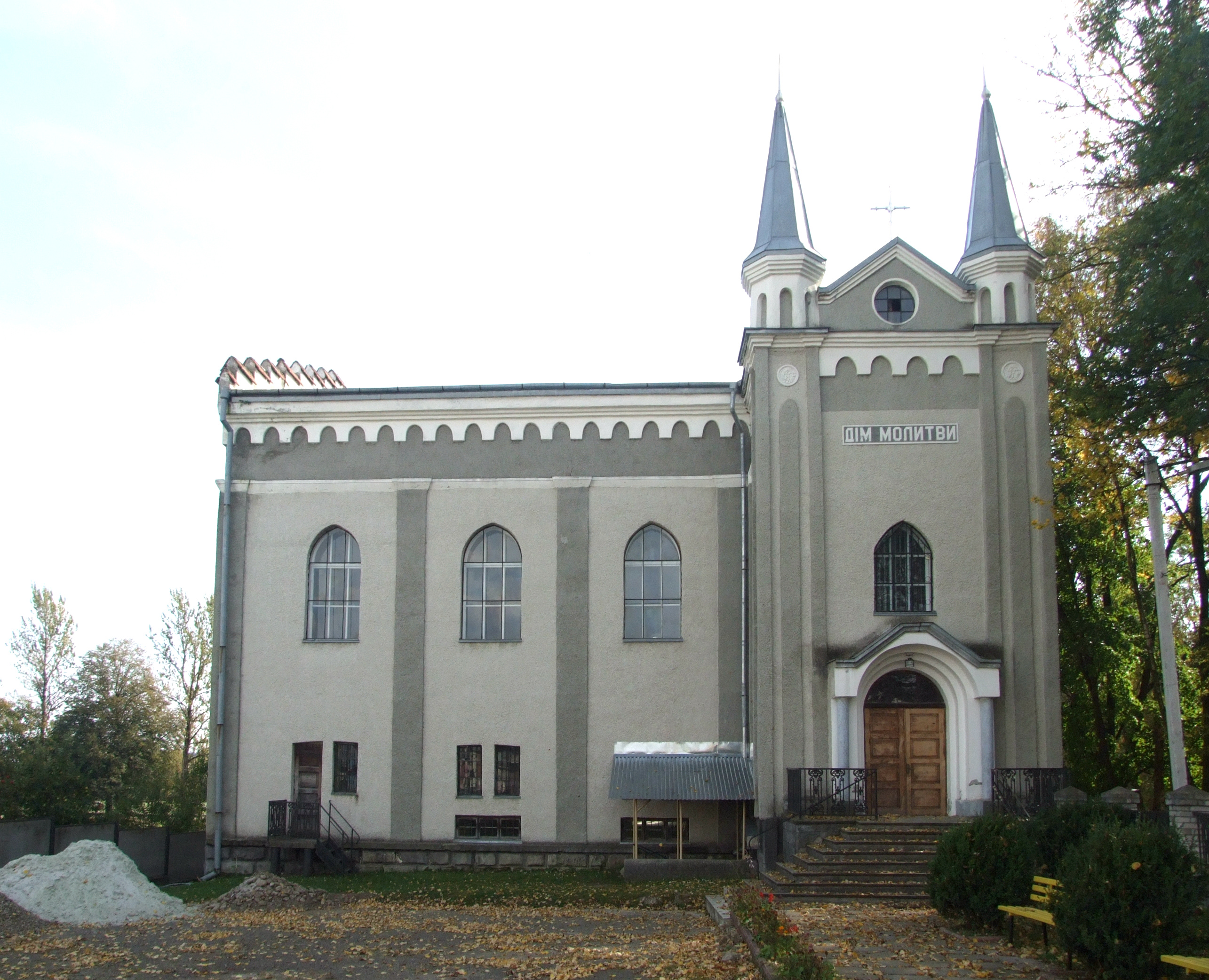
Voormalige synagoge